# Islands Altings Besøg i København
Islands Altings Besøg i København er en dansk dokumentarfilm fra 1906, der er instrueret af Peter Elfelt.

## Handling
Medlemmer af det islandske Alting på besøg i Danmark. Blandt andet ses ankomst og afrejse med skibet Botnia og besøg på Fredensborg Slot.